# Los Zavala
Los Zavala är en ort i Mexiko.   Den ligger i kommunen Salamanca och delstaten Guanajuato, i den centrala delen av landet, 240 km nordväst om huvudstaden Mexico City. Los Zavala ligger 1 724 meter över havet och antalet invånare är 325.
Terrängen runt Los Zavala är en högslätt. Runt Los Zavala är det ganska tätbefolkat, med 185 invånare per kvadratkilometer. Närmaste större samhälle är Salamanca, 6,8 km norr om Los Zavala. Trakten runt Los Zavala består till största delen av jordbruksmark.